# ダラス・ターナー
ダラス・ターナー（Dallas Turner, 2003年2月2日 - ）は、アメリカ合衆国フロリダ州フォートローダーデール出身のアメリカンフットボール選手。NCAAのアラバマ大学でプレーしていた。ポジションはアウトサイドラインバッカー。

## 経歴

### ハイスクール
高校3年目のシーズンに74タックル、15サックを記録した。
4年目のシーズンは36タックル、13サックを記録した。
主要サイトから5つ星評価を受け、アラバマ大学へ進学した。他にはフロリダ大学、ジョージア大学、ミシガン大学、オクラホマ大学からもオファーを受けていた。

### カレッジ
1年目の2021年シーズンは11試合に出場して30タックル、8.5サックを記録した。
2022年シーズンは13試合に出場して37タックル、4サックを記録した。
2023年シーズンは14試合に出場して53タックル、14.5サックを記録。コンセンサスオールアメリカン、オールSECファーストチームに選出され、SEC最優秀守備選手賞を受賞した。シーズン終了後、2024年のNFLドラフトにアーリーエントリーした。